# Automolis rubra
Automolis rubra là một loài bướm đêm thuộc phân họ Arctiinae, họ Erebidae.